# ماري بيل (ممرضة)
ماري بيل (بالإنجليزية: Mary Bell)‏ هي ممرضة أمريكية، (ولدت في هيلزبورو في الولايات المتحدة 1840 – 1917 م).